# Tinet Rubira i Castellà
Tinet Rubira i Castellà és un periodista, realitzador i director català. Des de febrer de 2011 és el director de Gestmusic Endemol.

## Programes

### Presentador
- Plàstic - TVE a Catalunya, 1989-1991

### Director
- Amor, has de tenir vista - TV3, 19-07-2004 al 3-12-2004
- El Favorit - TV3, 10-03-2005 al 9-06-2005
- Cap d'any a TV3 - 31-12-2003
- Operación Triunfo, 43 episodis entre 2001 i 2006
- Cantamania (TV3, 2006)[1]
- Operación Tony Manero (Telecinco, 2008)
- Tu cara me suena (Antena 3, 2011 - present)
- El número uno (Antena 3, 2012 - 2013)
- Uno de los nuestros (La 1, 2013)